# Миллион+

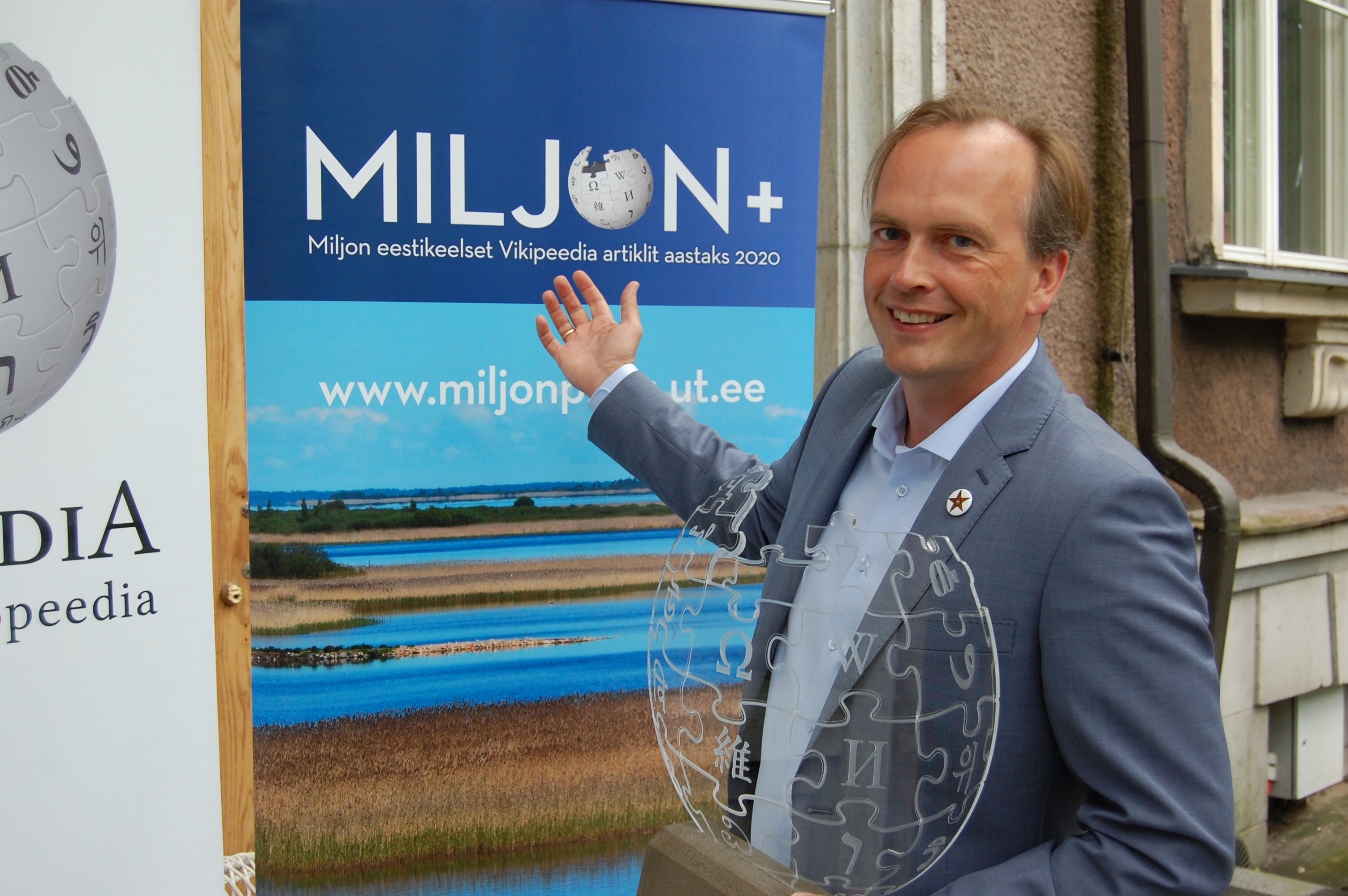
В 2017 году Март Ноорма был удостоен награды друг Википедии, в частности за запуск и продвижение проекта Миллион+

Миллион+ — это проект по поддержке развития Википедии на эстонском языке, цель которой — ускорить вхождение этой версии Википедии в число разделов с более чем миллионом статей, тем самым способствуя сохранению эстонского языка и культуры. Также в рамках проекта пропагандируется развитие Википедии на языке выру.
Проект находится в ведении Тартуского университета и некоммерческой организации Wikimedia Eesti, но по желанию все заинтересованные стороны могут присоединиться к нему.
Одним из инициаторов проекта является Март Ноорма, проректор по учебной работе Тартуского университета. Руководителем проекта является Сирли Цуппинг, преподаватель эстонского языка в Тартуском университете и исследователь общей лингвистикой.
Миллион+ — это один из подарков к 100-летию Эстонской Республики.
Одним из мероприятий, проводимых в рамках проекта, является конкурс цифрового образования.
Проект был объявлен в день родного языка 14 марта 2017 года и, как ожидается, будет завершён в 2020 году.
Цель проекта достигнута не была: даже на начало ноября 2022 года Эстонская Википедия состояла из 231 тысячи статей.